# Fritz Müller (Glaziologe)

Fritz Müller (ca. 1975)

Fritz Müller (* 16. April 1926 in Sünikon; † 26. Juli 1980 am Rhonegletscher) war ein Schweizer Geograph und Glaziologe.

## Leben und Wirken
Nach seiner Ausbildung zum Primarlehrer und vier Jahren im Schuldienst schrieb sich Fritz Müller 1950 an der Universität Zürich ein. Zwischen 1952 und 1953 untersuchte er als Teilnehmer einer Expedition unter Leitung von Lauge Koch zwei Sommer lang Strukturböden in Nordgrönland. Anschließend untersuchte er Pingos, zunächst in Ostgrönland, später (1954 und 1955) im Rahmen zweier Expeditionen der McGill University im Mackenzie-Delta im Norden Kanadas. Er promovierte 1959 in Zürich zu diesem Thema und sein Interesse verlagerte sich von der Geomorphologie hin zur Glaziologie. Zuvor, im Jahr 1956, nahm Fritz Müller als Wissenschaftler an der Schweizer Mount Everest-Lhotse-Expedition der Schweizerischen Stiftung für Alpine Forschung teil, wobei er Untersuchungen am Khumbu-Eisbruch durchführte. Danach arbeitete er zwei Jahre an der Versuchsanstalt für Wasserbau der ETH Zürich.
Im Jahr 1959 wurde er Leiter des von der McGill University betriebenen Forschungsprojekts auf Axel Heiberg Island im Norden Kanadas, das er bis zu seinem Tod 1980 betreute. Im Rahmen dieses Projekts fanden jährlich Exkursionen statt, unter anderem wurde eine Messreihe zur Massenbilanz des White Glacier begonnen, mit 38,9 km² einer der ganz wenigen großen subpolaren Gletscher, für die derartige Messreihen vorliegen. 1961 wurde er Associate Professor an der McGill University in Montreal. Nach seiner Wahl 1970 zum Professor für Geographie mit Schwerpunkt Glaziologie an der ETH Zürich kehrte er in die Schweiz zurück. Er blieb Honorarprofessor an der McGill University und begann in der kanadischen Arktis ein weiteres Projekt: die Erforschung des Nordwassers (North Water Polynya) in der Baffin Bay.
Ende der 1960er Jahre war Müller eingebunden in die Aktivitäten zur Erstellung eines weltweiten Gletscherinventars. Im Rahmen dieser Tätigkeit veröffentlichte er unter anderem das Schweizer Gletscherinventar des Jahres 1973. Im Jahre 1976 wurde er Leiter des Temporary Technical Secretariat (TTS), dessen Aufgabe das Vorantreiben der Erstellung des weltweiten Gletscherinventars war. Im selben Jahr wurde er zum Vorsitzenden des Permanent Service on Fluctuations of Glaciers (PSFG) gewählt – TTS und PSFG waren die Vorläuferorganisationen des World Glacier Monitoring Service (WGMS).
Fritz Müller starb am 26. Juli 1980 während einer Exkursion auf dem Rhonegletscher im Alter von 54 Jahren an Herzversagen. Er hinterließ eine Frau und zwei Töchter.

## Auszeichnungen / Ehrungen
Zu Fritz Müllers Ehren wurde der dominierende, etwa 6300 m² große Plateaugletscher im Westen des Axel Heiberg Island in Müller-Eiskappe umbenannt, vormals Akaioa Ice Cap. Außerdem wurde das Müller-Schelfeis im Lallemand-Fjord vor der Küste der Antarktischen Halbinsel nach ihm benannt. Dieses soll 1999 zerfallen sein, nach anderer Quelle ist dagegen nur ein deutlicher Rückgang der Schelfeismasse zu verzeichnen.

## Publikationen (Auswahl)
- Beobachtungen über Pingos. Detailuntersuchungen in Ostgrönland und in der kanadischen Arktis. Dissertation, 1959.
- Glaziologisch-klimatologische Studie im North Water (Kanadisch-Grönländische Hocharktis): Bericht über die Feldarbeit vom 1. April bis 29. September 1974. ETH Zürich, 1974.
- Mit Toni Caflisch und Gerhard Müller: Firn und Eis der Schweizer Alpen: Gletscherinventar. Geographisches Institut der ETH Zürich, Zürich 1976.
- Hoher Norden. Atlantis Verlag, Zürich 1977